# Стълбове на исляма
Петте стълба на исляма (на арабски اركان الاسلام) е обобщаващо наименование за основните ценности в сунитския ислям. Терминът не се използва в шиитския ислям.
Петте стълба на исляма са средства за достигане на най-важната цел в исляма именно човек да отдаде духа, душата, тялото и волята си на Аллах, това е и значението на думата „ислям“ (отдаване, мир).
Поради това към тези пет стълба трябва да се добавят и две важни условия. Първо, желанието да се достигне чрез духа до Аллах (Бог) и второ, извършване на зикр (споменаване на името на Аллах).
Според сунитите Петте стълба на исляма са петте най-важни базисни принципа на религията, които задължително трябва да бъдат спазвани от всеки правоверен.

## Шахада (символ на вярата)
Това е засвидетелстване на вярата в един бог и се изразява с фразата от Корана „Свидетелствам, че няма друг бог освен Аллах и свидетелствам, че Мoхаммед е Негов пратеник!“ (на арабски: أشهد أن لا إله إلا الله و أشهد أن محمد رسول الله, транслитерация: „Ашхаду алля иляха илла-ллах[у]; уа ашхаду анна мухаммадур-расулю-ллах[и]“, чуй). Според традицията, за да бъде признат един човек за мюсюлманин, той трябва да изрече искрено тези думи на арабски пред двама свидетели. Според религията, делата на хората са валидни само според намеренията им.

## Салят (молитва)
Молитвата в исляма е с променлива във времето посока на обръщане на тялото, като в ранния период от 610 до 622 няма сведения за строго фиксирана посока на молене. След хиджра Мохамед постановява хората да се молят, обърнати към Йерусалим. През 623 посоката окончателно се орентира към Мека. Дневно се извършват пет молитви:
- след пукване на зората преди изгрев слънце
- на обяд, веднага когато слънцето отмине зенита
- следобед, когато сянката е два ръста (или два ръста + дължината на сянката, когато слънцето е в зенита си – в зависимост от богословската школа)
- вечер, веднага след залез
- нощем, при настъпването на пълен мрак

Според легендата, когато Мохамед се възкачил на седмото небе и беседвал с Бог, Той му наредил мюсюлманите да се молят петдесет пъти на ден, но тъй като това било твърде много, те били намалени на пет пъти, след като Мохамед бил посъветван от Муса да иска облекчение. Най-важна е петъчната обедна молитва, когато хората се събират в джамиите. Преди молитва се мият стъпалата, ръцете до лактите, ушите, носът и устата, а преди петъчна молитва човек се изкъпва изцяло.

## Хадж (поклонение)
Това е посещение на Кааба в Мека. Хаджът не е абсолютно задължителен и се извършва от онези, които имат възможност. Освободени са лишените от разсъдък, робите, непълнолетните и тези, които нямат финансова възможност. Лишените от физическа възможност могат да изпратят някого от свое име. Той обаче може да замества само един човек и трябва вече да е извършвал поклонение. Жените също участват в хадж, но трябва задължително да са придружени от някого. Хадж се извършва в последния месец от лунната година(Зу л-хиджа). Започва с даването на обет, че се тръгва на поклонение. По този начин човек навлиза в ихрам, което е свещена забрана.
Около Мека има свещена територия (Харм), отстояща на 4 часа път, и когато тя се достигне, поклоникът облича специални дрехи – два къса плат: единия препасан като колан през кръста, а другия през рамото. Обръсването на главата за мъжете е сунна, т.е. не е задължително, а препоръчително. За жените покриването на цялото тяло с широки дрехи е абсолютно задължително, като открити остават единствено лицето и ръцете до китките, докато косата е изцяло покрита.
Поклонението бива два вида: същински хадж и малък хадж (умра). При малкия хадж ритуалът, който се извършва, представлява обикаляне на храма Кааба седем пъти, като първите три се тича, а останалите четири се ходи. След това поклонникът допира ръката си до вратата и благославя Аллах. След това се тича между две възвишения в околностите на Мека, наречени Сафа и Маруа. При същинския хадж поклониците започват да пристигат около седмия ден на месец Зу л-хиджа, а ритуалите започват преди пладне на деветия ден. Първо се изкачват на възвишението Арафат, намиращо се на границата на свещената територия (на около 25 км от Мека). Там се правят молитви до залез слънце, след което се спускат до долината Муздалифа на около половината път до Мека. Там прекарват нощта будни. Преди изгрев се насочват към хълма Мина близо до Мека, където се намират три стълба, наречени джемерати, по които се хвърлят камъни. Първите две се подминават, а на третото се хвърлят седем камъка – традиция, останала от Мохамед, който на същото място замерял Шейтана с камъни. Следващият ден е денят на жертвоприношението, познат в България като Курбан байрам. Принасят се жертвени животни или се заплаща стойността на животното. След това поклонниците бръснат главите си а жените отрязват кичур от косатата си, като по този начин излизат от ихрам, и след това отново се правят обиколки около Кааба.

## Саум (пост)
След 605 година Мохамед се уединявал в пещерата Хира и постел от изгрев до залез в продължение на един месец, наречен Рамазан. Краят на поста се нарича Рамазан Байрам (празник на говеенето). Освен по време на Рамадан доброволно може да се пости цяло денонощие на десетия ден на първия месец Мухарем. Денонощието според ислямския календар започва с изгрева на луната, което често води до разлика в началото и края на деня и нощта. Поради тази причина има специални хора, които да следят за изгрева на луната в първия ден на Рамадан.

## Зекят (данък-милостиня)
Всеки дава пари за общността – джамии, бедни, нуждаещи се (на турски: zekât). Размерът е различен, но най-често е 1/40 от дохода (до 1/10 според други източници), обикновено е в размер на 2,5% от годишния доход, като всеки мюсюлманин го определя сам.